# Mujejärvi
Mujejärvi este o arie protejată (arie specială de conservare — SAC, sit de importanță comunitară — SCI) din Finlanda întinsă pe o suprafață de 2.333 ha, integral pe uscat.

## Localizare
Centrul sitului Mujejärvi este situat la coordonatele 63°47′00″N 29°32′42″E / 63.7833°N 29.545°E.

## Înființare
Situl Mujejärvi a fost declarat sit de importanță comunitară în august 1998 pentru a proteja 2 specii de animale. Situl a fost protejat și ca arie specială de conservare în aprilie 2015.

## Biodiversitate
Situată în ecoregiunea boreală, aria protejată conține 11 habitate naturale: Lacuri și iazuri distrofice naturale, Râuri naturale fino-scandinave, Mlaștini turboase de tranziție și turbării mișcătoare, Cursuri de apă de la nivel de câmpie la nivel montan, cu vegetație Ranunculion fluitantis și Callitricho-Batrachion, Izvoare fino-scandinave și mlaștini produse de izvoare bogate în minerale, Mlaștini alcaline, Pante stâncoase silicioase cu vegetație casmofită, Taiga vestică, Păduri fino-scandinave bogate în ierburi cu Picea abies, Păduri de conifere pe eskere fluvioglaciare sau legate la acestea, Mlaștini împădurite.
La baza desemnării sitului se află mai multe specii protejate de  mamifere (2): vidră de râu (Lutra lutra), veveriță zburătoare siberiană (Pteromys volans).
Pe lângă speciile protejate, pe teritoriul sitului au mai fost identificate 1 specie de păsări, 1 specie de mamifere, 4 specii de pești.